# Roger Sherman
Roger Sherman (19 de abril de 1721 – 23 de julho de 1793) foi um advogado e político norte-americano de New Castle. Foi um dos signatários tanto da Declaração de Independência dos Estados Unidos como dos Artigos da Confederação e da Constituição dos Estados Unidos, sendo um dos Pais Fundadores dos Estados Unidos.
Foi membro da Comissão dos Cinco no Segundo Congresso Continental. Era de religião congregacionalista e dele Thomas Jefferson afirmou That is Mr. Sherman, of Connecticut, a man who never said a foolish thing in his life.